# Saint-Cyr-du-Doret
Saint-Cyr-du-Doret là một xã ở tỉnh Charente-Maritime thuộc vùng Nouvelle-Aquitaine tây nam nước Pháp.

## Dân số
| Năm  | Dân số | Density |
| ---- | ------ | ------- |
| 1962 | 362    | -       |
| 1968 | 377    | -       |
| 1975 | 345    | -       |
| 1982 | 283    | -       |
| 1990 | 340    | -       |
| 1999 | 365    | 21/km²  |

- Xã của tỉnh Charente-Maritime